# عام دراسي

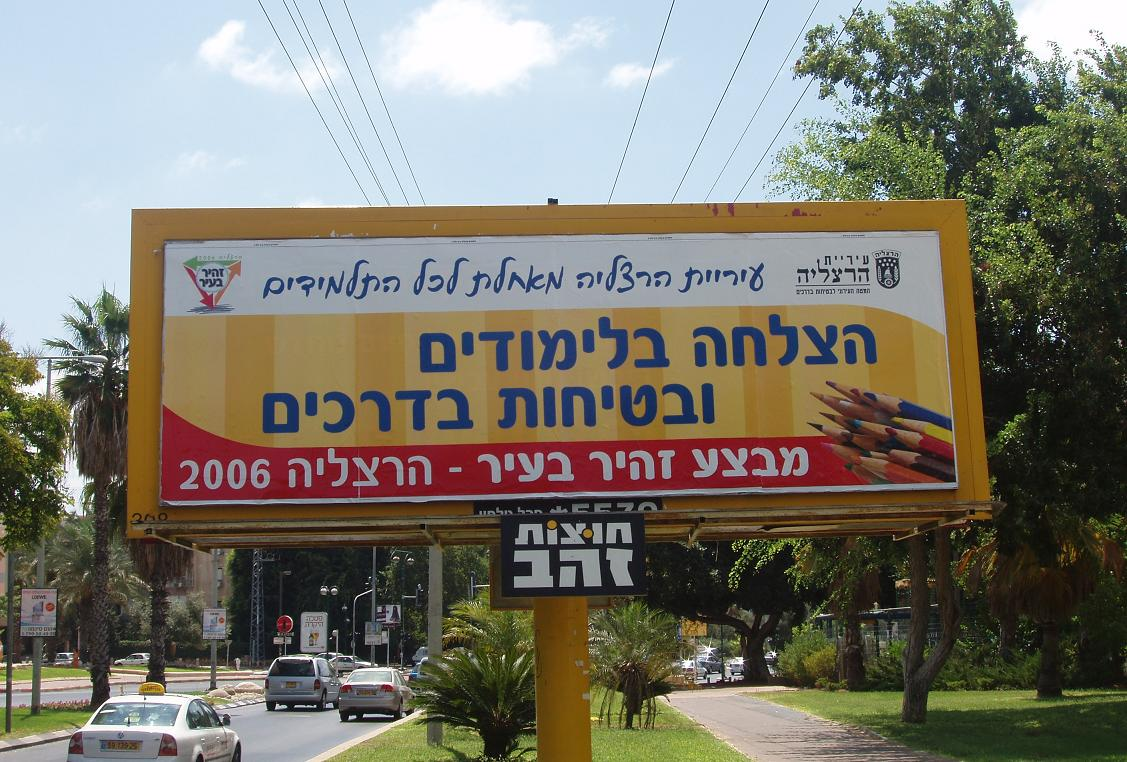

السنة الدراسية هي فترة زمنية تستخدمها المدارس والكليات والجامعات لقياس كمية من الدراسة.

## أستراليا ونيوزيلندا
في أستراليا ونيوزيلندا، تنقسم السنوات الدراسية للمؤسسات الابتدائية والثانوية إلى فصلين دراسيين، وينقسم كل فصل دراسي إلى فترتين (وبذلك يبلغ مجموعها أربع فترات في السنة). على الرغم من أن تاريخيا انقسم العام إلى ثلاث فترات مع عطلة عيد الفصح الموسعة اللتي تأتي خلال الفصل الأول، تم تقسيم السنة إلى أربع فترات منذ أواخر عقد 1980 (باستثناء ولاية تاسمانيا الأسترالية التي لم تتغير حتى عام 2013). 
بعد مواسمنصف الكرة الجنوبي، تشمل عطلة الصيف الرئيسية بين السنوات الدراسية معظم ديسمبر/ كانون الأول، وطوال يناير وأحيانا بضعة أيام في بداية فبراير، ودائما تشمل عيد الميلاد ورأس السنة الجديدة وكذلك يوم أستراليا الوطني في 26 يناير. في عام 2012، بالرغم من أن الفصل الدراسي ينتهي في نوفمبر/ تشرين الثاني. فإنه بالنسبة لأولئك الذين يذهبون إلى الجامعة، يبدأ الفصل في مارس. نيوزيلندا تحتفل بيوم وايتانغي يوم 6 فبراير. العطل الصيفية في نيوزيلندا قد تمتد أو لا تمتد إلى ذلك اليوم، اعتمادا على السنة. وعادة ما يكون هناك عطلة لمدة أسبوعين في منتصف الفصل الدراسي (أي بعد الفصل الأول وبعد الفصل الثالث) وعطلة لمدة ثلاثة أسابيع في منتصف العام، على الرغم من أن هذا يمكن أن يختلف بين النطاقات القضائية. في عام 2000، نظرا لدورة الألعاب الأولمبية الصيفية 2000 في سيدني، مددت ولاية نيو ساوث ويلز العطلة بعد الفصل 3 إلى ثلاثة أسابيع، وعوضت عنه بخفض العطلة في منتصف العام إلى أسبوعين.
تاريخيا، تم تحديد فترة عطلات الفصل الأول لتواكب عيد الفصح، مما يعكس مفهوم النظام لمدة ثلاث فصول لعطلة عيد الفصح الموسعة ضمن الفصل 1؛ على الرغم من أنه منذ منتصف عقد 1990 تغير هذا تدريجيا، والآن فقط كوينزلاند وفيكتوريا تجعل العطل المدرسية مواكبة لعيد الفصح، فإن باقي أستراليا وجميع نيوزيلندا لديها الآن مجة ثابتة للفصل الأول مما يؤدي إلى فترة عيد الفصح التي تأتي ضمن الترم الأول في بعض السنوات مع عيد الفصح المبكر، مثل عام 2016.
عادة، يتم تشغيل عطلات الفصل الأول لمدة أسبوعين في أبريل؛ تشمل عطلات منتصف العام الأسبوع الأخير من حزيران / يونيه والأسبوعين الأولين من تموز / يوليه؛ وعطلات الفصل الثالث تشمل الأسبوع الأخير من أيلول / سبتمبر والأسبوع الأول من تشرين الأول / أكتوبر. ويختلف هذا بين النطاقات القضائية، وبالطبع تعتمد التواريخ الدقيقة على يوم الأسبوع الذي تبدأ فيه هذه الأشهر، حيث أن الفصول تميل إلى أن تبدأ وتنتهي بأسابيع كاملة (باستثناء بداية ونهاية العام الدراسي).

## المملكة المتحدة
في بريطانيا، عادة ما يمتد العام الدراسي من سبتمبر من سنة ما حتى يونيو أو يوليو من السنة التالية، مع انقسام الوقت إلى ثلاثة فصول. في العام الدراسي، يجب على الطالب إكمال عدد محدد من ساعات الفصل الدراسي. وتختلف السنوات الدراسية من مدرسة إلى أخرى وحتى من برنامج تعليمي إلى آخر في نفس المؤسسة.

## الولايات المتحدة

### نمط موسمي
كثيرا ما يعتقد أنه عندما كانت الولايات المتحدة مجتمعا زراعيين في المقام الأول، كانت هناك الحاجة إلى الأطفال خلال أشهر الصيف في نصف الكرة الشمالي للعمل الزراعي.
مع ذلك، هناك القليل من الأدلة التي تدعم ذلك، حيث كانت المدارس الريفية في القرن 19 لديها عادة في تفضيل الفصل الدراسي الصيفي والمزيد من وقت عطلة خلال الربيع والخريف.
لا يزال الصيف وقتا مميزاً للإجازات العائلية، ومعظم المناطق التعليمية تمتد فيها عطلة الصيف لشهرين أو 3 أشهر. وتتراوح سنوات الدراسة للصف الثاني عشر من أواخر آب / أغسطس أو أوائل أيلول / سبتمبر حتى أيار / مايو أو حزيران / يونيه، حسب طول السنة وعدد أيام العطلة والإجازات وتساقط الثلوج الذي يحدث خلال السنة. وينقسم العام إلى فصلين دراسيين، أو ثلاثة فصول دراسية أو أربعة فصول، وعادة تكون هناك بطاقة تقرير تصدر إلى والدي الطلاب في نهاية كل منهما.
عادة ما تشمل السنة الدراسية في الكلية أو الجامعة فصلي الخريف والربيع، مع فصل صيفي اختياري أقصر. كما أن لدى العديد منهم فصل شتوي اختياري قصير. وبعضها يعمل بتقويم الثلث.
فصول التعليم المستمر (غالبا ما تكون متاحة في الكليات المجتمعية ومعسكرات التدريب الخاصة) تكون غالباً أقصر وتبدأ طوال العام دون موسم معين.

### المدة الزمنية
بلغ متوسط مدة المدارس الابتدائية والثانوية العامة (على مستوى الولايات) ما بين 171 و 184 يوما مدرسيا في السنة الدراسية 2007-2008. الولايات المختلفة لديها متطلباتها القانونية الدنيا للأيام التعليمية وساعات العمل في السنة.